# بونتا ساردينيا
بونتا ساردينيا، هو موقع بانورامي على ساحل شمال سردينيا، بالقرب من بورتو رافائيل بالاو.
مرصد استطلاعي للقوات الجوية يطل على بوتشي دي بونيفاسيو ولا مادالينا.